# Petrophile pauciflora
Petrophile pauciflora är en tvåhjärtbladig växtart som beskrevs av D.B. Foreman. Petrophile pauciflora ingår i släktet Petrophile och familjen Proteaceae. Inga underarter finns listade i Catalogue of Life.